# Saxel
Saxel ist eine französische Gemeinde im Département Haute-Savoie in der Region Auvergne-Rhône-Alpes.

## Geographie
Saxel liegt auf 900 m, etwa 20 Kilometer östlich der Stadt Genf (Luftlinie). Die Streusiedlungsgemeinde erstreckt sich südlich des Passübergangs Col de Saxel in einem nördlichen Seitental des Vallée Verte in den nordwestlichen Savoyer Alpen.
Die Fläche des 5,63 km² großen Gemeindegebiets umfasst einen Abschnitt der westlichen Chablais-Alpen. Der Hauptteil des Gemeindeareals wird vom Brevon, der am Col de Saxel entspringt, nach Süden zur Menoge entwässert. Nach Norden reicht das Gebiet über den breiten Sattel des Col de Saxel bis in den Einzugsbereich des Foron, eines südlichen Zuflusses des Genfersees. Beidseits des Passübergangs erstreckt sich der Gemeindeboden auf die angrenzenden Höhen, im Westen an die Hänge von Les Voirons, im Osten auf die Höhe oberhalb Supersaxel. Hier wird mit 1298 m die höchste Erhebung von Saxel erreicht.
Zu Saxel gehören verschiedene Weilersiedlungen, darunter Challande (895 m), Chez Lanceyme (920 m) und Clavel (975 m), alle im Bereich des Col de Saxel gelegen. Nachbargemeinden von Saxel sind Bons-en-Chablais und Brenthonne im Norden, Fessy und Burdignin im Osten sowie Boëge im Westen.

## Geschichte
Der Ortsname leitet sich vom lateinischen Wort saxellum (kleiner Fels) ab. Die Gemeinde Saxel gehörte bis 1860 zum Wahlkreis (Kanton) Douvaine, bevor sie dem neu geschaffenen Kanton Boëge zugeteilt wurde. Mit diesem Kanton wechselte Saxel 1939 vom Arrondissement Bonneville zum Arrondissement Thonon-les-Bains.

## Sehenswürdigkeiten
Die Kirche Sainte-Madeleine im Stil der Renaissance wurde 1840 mit dem Grundriss eines Kleeblattes erbaut.

## Bevölkerung
| Jahr                       | 1962 | 1968 | 1975 | 1982 | 1990 | 1999 | 2012 | 2020 |
| Einwohner                  | 161  | 201  | 186  | 205  | 255  | 348  | 429  | 491  |
| Quellen: Cassini und INSEE |      |      |      |      |      |      |      |      |

Mit 509 Einwohnern (Stand 1. Januar 2022) gehört Saxel zu den kleinen Gemeinden des Départements Haute-Savoie. Seit Mitte der 1960er Jahre wurde dank der schönen Wohnlage ein kontinuierliches starkes Wachstum der Einwohnerzahl verzeichnet.

## Wirtschaft und Infrastruktur
Saxel ist noch heute ein überwiegend landwirtschaftlich geprägtes Dorf. Bei Supersaxel am Hang östlich des Dorfes kann Wintersport betrieben werden. Die Ortschaft liegt abseits der größeren Durchgangsstraßen an einer Verbindungsstraße von Bons-en-Chablais über den Col de Saxel nach Boëge. Von Saxel führt eine Lokalstraße auf den Kamm von Les Voirons (Monastère de Bethléem).